# Bartolomé Esteban Murillo
Bartolomé Esteban Murillo (Sevilla, 1. siječnja 1618. – Sevilla, 3. travnja 1682.), španjolski slikar
U zlatnom vijeku španjolskoga slikarstva klasificiran je kao pučki slikar naspram dvorskoga majstora Velázqueza. Radeći slike za crkve u Sevilli, primjenjivao je kompozicijska i koloristička iskustva talijanskih i flamanskih slikara. Stvorio je Madone prema modelu crnokose španjolske žene. 

## Životopis
Murillo je rođen u siromašnoj obitelji. Roditelji su mu umrli jako rano, kad je imao deset godina. Njegovi staratelji dali su ga na zanat lokalnom umjetniku Juanu de Castilla. U njegovom ranom periodu vidi se Castillov utjecaj na njegovim djelima. Kod njega je naučio kako raditi slike s religioznim motivima koje su se prodavale po lokalnim sajmovima. Jedan njegov stariji kolega, Pedro de Moya, koji se vratio iz Londona ispičao mu je da je bio kod Anthonisa van Dycka i vidio flamanski stil i tehniku s kojom se može još više pridonijeti slikarstvu.

## Dolazak u Madrid
Želeći usavršiti svoj stil odlazi u Madrid do slavnog dvorskog slikara Velázqueza. U Madridu provodi tri godine od 1642. do 1645. Tamo je imao prigodu vidjeti poznata djela flamanskih i venecijanskih slikara, kao i slike njegovog idola Velázqueza koje su tada bile u privatnoj kolekciji Filipa IV. koji je obožavao umjetnost. Tu je imao prigodu promatrati i slike Rubensa, van Dycka i Josepa de Ribere.

## Povratak u Sevillu
Po povratku u Sevillu izgara od želje da pokaže što je naučio i otvara mu se šansa kad je dobio narudžbu crkve Svetog Franje da naslika 11 slika.
Te slike su trebale predstavljati različite svece poput: Svetog Franje, Svete Klare i Svetog Didaka Alkalskog

## Obitelj
Murillo ženi 1645. Beatriz Cabrera, a njihovo prvo dijete, nazvano Marija, rođeno je nedugo poslije njihovog vjenčanja. Majka i kćer postale su subjekti njegove prve dvije slike: Djevica Krunice i Madona s djetetom. Kasnije je par imao još nekoliko djece.
Veći dio svog života, s manjim prekidima, provodi u Sevilli a 1660. postaje upravitelj u novoosnovanoj likovnoj akademiji u Sevillji. Nije se kandidirao na sljedećim izborima zbog ljubomore svojih kolega.

## Djela
Pored religioznih slika, njegovi drugi poznati radovi prokazuju djecu koja prose, prodavačice voća kao i obične ljude iz Seville. Njegovi kasniji radovi predstavljaju religiozne kompozicije napravljene s velikim tehničkim umijećem i to se očituje na slikama koje je naslikao u nekoliko sevillskih crkava koristeći iskustva flamanskih majstora.
Tijekom rada na slici Svete Katarine u kapucinskoj crkvi u Cádizu pada sa skele i od posljedica tog pada umire nekoliko mjeseci poslije 3. travnja 1682.